# Vámos Zoltán
Vámos Zoltán (Budapest, 1982. augusztus 19. –) magyar orvos, filmrendező, forgatókönyvíró.

## Élete
Vámos Zoltán Budapesten született, de élete első tíz évét Erdélyben töltötte. Apja dr. Vámos László sebész-kandidátus, anyja prof. dr. Vámos Ágnes egyetemi tanár, az ELTE Pedagógiai és Pszichológiai Kar Neveléstudományi Intézet Oktatáselméleti Tanszékének vezetője. Két testvére van, Gabriella és Viktor.

## Orvosi pályája
Orvosi tanulmányait a Pécsi Tudományegyetemen végezte 2002–2008 között. 2015-ben PhD-fokozatot szerzett, 2017-ben aneszteziológiai és intenzív terápiás szakvizsgát tett, majd egyetemi adjunktus lett. 2007-től mentőorvosként is dolgozik az Országos Mentőszolgálat Archiválva 2021. július 21-i dátummal a Wayback Machine-ben nál, valamint a Magyar Gyermekmentő Alapítvány nál. Kutatási területe a felnőtt és gyermek vérnyomás-szabályozás, keringésszabályozás, valamint a súlyos koponyasérülések. Hazai és nemzetközi kutatások szakmai vezetője. Számos társegyetemmel (Ludwig-Maximilians-Universität München, Cambridge University) végez közös kutatómunkát. Nemzetközi magas impaktfaktorú szakmai közlemények szerzője, társszerzője (pl. Lancet). Vendégoktató számos hazai és külföldi egyetemen. Öt magyar és egy idegen nyelvű tankönyv társszerzője. John O'Keefe Nobel-díjas kutatóval közös agykutatási projektben vesz részt.

## Filmes pályája
Már korai egyetemi évei alatt segédszerkesztőként, majd rendezőként dolgozott a Magyar Rádió kulturális műsoraiban. Kezdettől fogva részt vett az Értsünk szót! című műsorban, amit Rékai Gáborral és Grétsy Lászlóval közösen szerkesztett. Nevéhez fűződnek a Lehettem volna!, valamint A Heller című dokumentarista formában készített etűdök. 2000-ben megírta a Jágók című kisjátékfilm et, ami a budapesti, majd az Országos Független Filmszemle különdíjas filmje lett. Mai napig kötelező tananyag az ELTE Pedagógia és Pszichológiai Kar, valamint a Bárczi Gusztáv Gyógypedagógiai Kar tanárképzésében, valamint a Magyar Honvédség képzéseiben.
2001-ben Bajka Pál és Tóth Enikő szereplésével elkészítette az Akarsz-e játszani című kísérleti filmjét, amit az Örökmozgó Mozi kísérőfilmként vetített. 2002-ben a Paul Austerrel készített interjút követően Viczián Ottó, Varga Rókus és Deák Bill Gyula főszereplésével írta és rendezte A véletlen zenéje című kisjátékfilmjét, amit Auster társaságában mutatott be a New York Filmakadémián 2003-ban. 2005-ben készítette el Reneszánsz című filmjét Györgyi Anna, Ellinger Edina, Grúber Hugó és Csomós Mari főszereplésével. A filmben bábszínházat is rendezett Muszorgszkij Egy kiállítás képei című zongoraciklusára, amit számos hazai televízió tűzött műsorra.
2005 és 2006 között Balkay Gézával József Attila-, valamint Latinovits-esteket társrendezett az RS9 színház ban. 2007-ben Balkay Gézával készített közös forgatókönyv alapján elkészítette Balzac Elveszett illúziók című műve alapján Rögtön jövök című filmjét Haás Vander Péter, Józsa Imre, Reviczky Gábor és Tahi-Tóth László főszereplésével. A filmet 2010-ben mutatták be az Uránia Nemzeti Filmszínházban. 2011-ben Tahi Tóth Lászlóval elkészítette Epizód című versfilmjét, amit tánc-, dokumentum- és oktatófilmek követtek.
Szakmai támogatója az Országos Mentőszolgálat Alapítvány Tartsd életben! című újraélesztés-kampányfilmnek; r. Herendi Gábor. 2012-2015 között hazai és külföldi színházi produkciókban is részt vett (rendezőként és asszisztensként egyaránt). 2015-ben kezdte el készíteni Izzik a galagonya munkacímmel Ibsen Peer Gyntje alapján íródott nagyjátékfilmjét, ami 2018. január 18-án került országos, majd nemzetközi forgalmazásba Parázs a szívnek címmel. 2004-ben többek között Illés Györggyel együtt létrehozta a Fiatal Filmkészítők Egyesületét, amelynek azóta is az elnöke.

## Munkái

### Rádiójáték
2000–2008: Rádiójátékok a Magyar Rádióban (Kossuth Rádió):
- Értsünk szót (író-rendező: 2001; 2003);
- Akvarista vagyok (író-rendező: 2003);
- A Heller (író-rendező: 2004);
- Lehettem volna (író-rendező: 2006).

### Mozgókép
- 2001 Jágók (kisjátékfilm, író-rendező, oktatási tananyag: Magyar Honvédség, ELTE Pedagógia és Pszichológia Tudományi Kar, Bárczi Gusztáv Gyógypedagógiai Kar)
- 2002 Akarsz-e játszani (kísérleti film, író-rendező)
- 2003 A véletlen zenéje (kisjátékfilm, író-rendező)
- 2005 Reneszánsz (kisjátékfilm, író-rendező)
- 2010 Rögtön jövök (kisjátékfilm, író-rendező)
- 2011 Epizód (versfilm, rendező, Diamond Studió)
- 2011 The Rite (best boy/III. asszisztens, r.: Mikael Håfström)
- 2012 Pirrotap (táncfilm, társrendező)
- 2013 Halló! Mentők! (oktatófilm, író-rendező)
- 2015 Tartsd életben! (szakmai támogató, kampányfilm, r.: Herendi Gábor, OMSZA)
- 2018 Parázs a szívnek (nagyjátékfilm, rendező)
- 2022 A gyémánt út pora (kisjátékfilm, rendező)

### Színház
- 2001 Az utolsó tangó Párizsban (asszisztens, r. Szikora János)
- 2013 Azok az 50-es évek (Józsa Imre estje, Pécs, rendező)
- 2012 Így indultam (önálló estek Koltai Róberttel és Miklós Marival; rendező, műsorvezető, Pécs)
- 2014 Drame (I. asszisztens, r. Alex Solyom, New York Film Academy)
- 2015 Tartsd életben (kampányfilm, szakmai támogató)
- 2012–2015 Komédiás (szórakoztató műsor, rendező)